# فابیان جوزف
فابیان جوزف (انگلیسی: Fabian Joseph؛ زادهٔ ۵ دسامبر ۱۹۶۵) بازیکن هاکی روی یخ اهل کانادا است.